# Mona-Lisa Englund
Mona-Lisa Englund (* 2. Februar 1933 in Fuxerna; † 2. September 1999 in Täby; verheiratete Mona-Lisa Crispin) war eine schwedische Leichtathletin, Handballspielerin, Eiskunstläuferin und Badmintonspielerin.

## Karriere
Mona-Lisa Englund wurde 1950 schwedische Sportlerin des Jahres. 1951 gewann sie die schwedische Eiskunstlaufmeisterschaft sowie die Juniorenmeisterschaft im Badminton. Von 1949 bis 1955 siegte sie im Handball dreimal bei den nordischen Meisterschaften. Auch in der Leichtathletik war sie in dieser Zeit erfolgreich.